# Petróleo de conflicto
El petróleo de conflicto es un tipo de recurso de conflicto, los cuales se definen como recursos naturales cuya explotación y comercio sistemáticos en un contexto de conflicto contribuyen, se benefician o resultan en la comisión de violaciones graves de los derechos humanos, violaciones del derecho internacional humanitario o violaciones que constituyen crímenes en el derecho internacional. Esta definición, elaborada por la organización Global Witness en 2007, es también utilizada por la ONU y otros organismos internacionales. El petróleo de conflicto puede referirse tanto petróleo crudo como a derivados como el fueloil y la gasolina, y en ocasiones se incluyen otros hidrocarburos como el gas natural o el metano. Los beneficios se obtienen mediante procesos globales de exploración, extracción, refinación, transporte (frecuentemente a través de buques petroleros y oleoductos) y mercadotecnia de productos del petróleo.
El petróleo y el gas son dos de los recursos naturales que con mayor frecuencia están involucrados en conflictos civiles, junto con los diamantes de sangre (y otras piedras preciosas), las drogas y la madera de conflicto.
El hecho de que sean recursos de conflicto no necesariamente implica que su comercio sea ilegal, por ejemplo los gobiernos de Angola y Sudán han utilizado los ingresos del petróleo para alimentar guerras civiles prolongadas y, en países del golfo de Guinea, para apuntalar regímenes antidemocráticos y autoritarios.El comercio con grupos rebeldes se considera legal bajo la legislación internacional a menos que el Consejo de Seguridad de la ONU haya impuesto sanciones específicas.

## Características
El petróleo y el gas son recursos de conflicto que requieren una inversión económica y tecnológica y una formación profesional más altas que las necesarias para la explotación de otros recursos de conflicto como la madera o los diamantes, que puedan extraerse y comercializarse con relativa rapidez y a bajo coste. Su coste alto hace que en general haya sido explotado mayormente por Estados que por beligerantes no estatales para financiar sus campañas. Los conflictos en regiones con acceso a yacimientos de hidrocarburos tienden a escalar hacia situaciones de guerra civil en países con yacimientos terrestres, y no tanto en los países con yacimientos en alta mar. Los yacimientos terrestres pueden facilitar el acceso de los grupos rebeldes a fuentes de financiación más accesibles contribuyendo a que los conflictos se expandan a otras regiones circundantes, y los países con yacimientos de petróleo de alta mar a menudo han proporcionado recursos y mayor estabilidad a gobiernos opresivos como en el Congo, Angola o Guinea Ecuatorial. 
La dependencia y la abundancia del petróleo en un territorio correlacionan con el riesgo de guerra, aumentando el riesgo de guerra en los Estados más débiles y reduciéndolo en los más fuertes. La producción de petróleo tiene más riesgo de provocar un conflicto que el descubrimiento de nuevos yacimientos, y los niveles medios de dependencia y abundancia presentan un riesgo mayor que una mayor abundancia. La superposición de áreas de conflicto y petróleo se asocia con conflictos gubernamentales más prolongados (sobre el gobierno central), pero no con conflictos territoriales (secesionistas). La presencia de petróleo en áreas de conflicto también aumenta el número de muertes resultantes directamente de las hostilidades, y no lo hace en cambio la presencia de petróleo regiones de dentro del país pero fuera de la zona del conflicto.
El control de regiones productoras de petróleo o gas a su vez puede cambiar los objetivos militares y el curso de la guerra para establecer control sobre estos recursos, necesarios para la financiación de la guerra y la generación de combustible. El control del petróleo o es el único motivo por el cual se inicia un conflicto pero puede exacerbar tensiones históricas o ampliar el conflicto a regiones que no lo estaban, ya sea por el control económico de la región o por el aumento de la capacidad de las facciones involucradas en el conflicto de ampliar o mejorar sus actividades. El control del petróleo puede llevar al inicio de las hostilidades conflictos a través de una variedad de mecanismos que pueden agruparse en los motivados por temas de agravio o de financiamiento. La hipótesis del agravio es que los procesos relacionados con la exploración, extracción y distribución de petróleo pueden crear agravios especialmente graves entre segmentos de la población, motivándolos a rebelarse. En países con sistemas de gobernanza poco desarrollados, los ingresos petroleros a menudo se distribuyen de manera ineficaz o inequitativa, generando una desigualdad económica y política significativa (real o percibida). Los ingresos petroleros tienen un efecto adicional: reducen la probabilidad de derrocar el régimen, lo que a su vez reduce el potencial de democratización, lo que significa que los rebeldes tienen una menor probabilidad de derrocar al gobierno en los petro-Estados que en los no petro-Estados.

## Consecuencias
La extracción de petróleo y su transporte tiene numerosos efectos negativos en el medio ambiente y en la salud de las personas que se encuentran en las zonas dónde se extrae el crudo o dónde se derrama. Estas consecuencias son más acuciadas en las situaciones de conflicto, ya que los Estados son más débiles o corruptos y pierden la capacidad de ejercer un control efectivo sobre las compañías encargadas de extraer y transportar el petróleo y el gas. Estos procesos contaminantes se dan tanto en la extracción como en el transporte, con derrames de petróleo en tierra, ríos y mar, o en los procesos de fabricación de subproductos como las emisiones de las refinerías. La devastación ambiental es una parte estándar de la extracción de combustibles fósiles, desde la región carbonífera de los Apalaches hasta el delta del Níger en Nigeria.
Las instituciones débiles que a menudo se encuentran en los petro-Estados facilitan que se den sistemas con una corrupción generalizada y que a su vez llevan hacia una gobernanza disfuncional. Las dinámicas de los Estados corruptos, a la vez que limitan las capacidades de los Estados para gestionar los efectos medioambientales o el control de las tasas e impuestos generados durante todo el proceso (que por tanto pueden ser dirigidos hacia la perpetuación de los conflictos o hacia el enriquecimiento personal), a la larga limitan las capacidades del Estado y las comunidades locales para formar acuerdos efectivos y legítimos para gestionar disputas y asignar derechos sobre propiedades y recursos.
Las poblaciones locales habitantes de las regiones que contienen yacimientos son expuestas a dificultades significativas, incluyendo el desplazamiento forzado de sus tierras, la expropiación de tierras la exposición a peligros ambientales y de salud y a la degradación de las tierras o fuentes fértiles de alimentos como ríos y costas.

## Iniciativas
Existen numerosas organizaciones, tanto públicas como privadas, que se dedican a la creación de estándares y consensos, así como al asesoramiento de Estados y organizaciones sobre la gestión de los recursos naturales en zonas de conflicto o posconflicto. Algunas de ellas son la Alianza UE-ONU sobre la tierra, recursos naturales y prevención de conflictos, el Centro Internacional Kofi Annan de Formación y Mantenimiento de la Paz (KAIPTC), el Fondo de las Naciones Unidas para el Desarrollo del Capital (UNCDF), el Programa de las Naciones Unidas para el Desarrollo o la Iniciativa de Transparencia en la Industria Extractiva (EITI).
A diferencia de otros recursos como los diamantes, que se extraen en unas pocas regiones específicas del mundo, o de la madera, que puede ser rastreada con técnicas como la trazabilidad genética o la espectrometría, el petróleo y el gas son muy abundantes y difíciles de distinguir por lo que es intrínsecamente más difícil promover una estrategia de control basada en licencias que cubriera todas las regiones y países que realizan perforaciones en busca de petróleo y gas, como el proceso de Kimberley aplicado en los diamantes. 
En ocasiones se aplican mecanismos de control como la condicionalidad de la ayuda y la asistencia oficial al desarrollo (AOD) para que los beneficios económicos del petróleo de conflicto no fluyan hacia Gobiernos reconocidos internacionalmente, pero dependiendo de la situación puede no ser muy efectivo ya que los ingresos petroleros pueden superar con creces la cantidad de ayuda que se ofrece. Esto provoca que la estructura gubernamental siga obteniendo los beneficios del petróleo y los grupos más necesitados de soporte humanitario dejen de recibir la ayuda, exacerbando las disparidades de ingresos y las tensiones sociales. El FMI y el Banco Mundial utilizan principalmente la condicionalidad para lograr una estabilización macroeconómica a corto plazo y un ajuste estructural a más largo plazo. 

## Conflictos

### Colombia
Aunque en Colombia el petróleo juega un papel secundario en el conflicto armado interno iniciado en 1960, ha servido para financiar tanto las facciones paramilitares de extrema derecha a través de la desviación de fondos fruto de la corrupción como a las guerrillas de extrema izquierda como la todavía activa ELN. Por otro lado Colombia es el país más mortífero para líderes y defensores ambientales con al menos 284 asesinados en 2020.
El petróleo que se extrae en el país debe transportarse hasta los puertos para ser exportado desde el inestable interior a través de oleoductos de cientos de kilómetros de largo. Los grupos rebeldes de Colombia han utilizado estos ataques para extorsionar aproximadamente 140 millones de dólares al año; sólo en el año 2000 éstos fueron bombardeados 98 veces. Los grupos rebeldes también han convertido el secuestro en una industria importante. Según un estudio del gobierno, entre 1991 y 1999 ganaron unos 1.500 millones de dólares por rescates por secuestros; muchas víctimas estaban asociadas con la industria petrolera.

### Estado Islámico y Al Qaeda
Estado Islámico de Irak y Levante y Al Qaeda se han financiado a través de la venta de petróleo crudo y derivados en distintos conflictos internacionales como la guerra civil siria, la segunda guerra de Irak o las todavías activas insurgencia islamista de Nigeria (junto a Boko Haram) o la segunda guerra civil libia (junto a Ansar al-Sharia).Tanto EI (desde 2015) como Al Qaeda (desde 1999) tienen sanciones activas de las Naciones Unidas, que incluyen a miembros talibanes que mantengan vínculos con estos grupos yihadistas. Estas sanciones comprenden la congelación de activos así como al comercio de productos petrolíferos.

### Israel
Gaza Marine es un campo de gas natural frente a la costa de la Franja de Gaza. El campo marino de Gaza se encuentra a unos 36 km. en alta mar a una profundidad de 610 metros. El campo fue descubierto en 2000 por el grupo BG (British Gas) y se estima que contiene más de un billón de pies cúbicos de gas natural. Algunas de las principales partes involucradas en las negociaciones son Israel Electric Corporation, Egipto, BP o Eni que buscan convertir el gas natural en gas natural licuado para exportar. Aunque está legalmente bajo la jurisdicción de la Autoridad Nacional Palestina como resultado de los Acuerdos de Oslo, las fuerzas israelíes impidieron a los palestinos el acceso físico a la región costera y sus recursos hasta el 18 de junio de 2023, pocos meses antes del inicio de la guerra entre Israel y Gaza.
Durante la guerra Israel-Gaza (2023-presente) en octubre de 2023 el Ministerio de Energía e Infraestructura de Israel anunció que había otorgado concesiones para la exploración de gas natural a empresas israelíes y extranjeras en zonas que se superponen significativamente con las fronteras marítimas de Gaza. Pese al conflicto y a las violaciones de los acuerdos internacionales que estas concesiones suponen (como el acuerdo de la UE de no participar en acuerdos que se desarrollen en los territorios ocupados por Israel en 1967) algunas empresas extranjeras, incluidas la italiana Eni, la británica BP y Dana Petroleum, una filial de Korea National Oil Corporation, han decidido continuar su participación en este acuerdo.

### Libia
Las exportaciones de petróleo crudo de Libia tiene Sanciones activas de las Naciones Unidas debido a la segunda guerra civil y al financiamiento que éstas suponen para las distintas facciones del conflicto. Las primeras sanciones se efectuaron en 2011 como condena de la violencia y el uso de la fuerza contra civiles y la represión de manifestaciones pacíficas durante la Jamahiriya Árabe Libia, durante el régimen de Muamar el Gadafi. Tras la Primavera Árabe de 2011 y el derrocamiento de Gadafi se levantaron algunas sanciones, pero en marzo de 2014 expresando preocupación porque la exportación ilícita de petróleo crudo y otros productos derivados socava el Gobierno reconocido internacionalmente y representa una amenaza para la paz, la seguridad y la estabilidad de Libia, el Consejo amplió el alcance del régimen de sanciones para incluir medidas adicionales destinadas a para impedir dichas exportaciones. Estas sanciones fueron ampliadas en 2017 y en 2022.

### Marruecos
Marruecos mantiene un programa petrolero ilegal en el territorio ocupado de Sáhara Occidental, territorio en el que se renovaron las hostilidades en 2020, a través de la compañía petrolera estatal marroquí Oficina Nacional de Hidrocarburos y Minas (ONHYM). Hasta ahora se han concedido siete licencias de petróleo y gas en el Sáhara Occidental.El petróleo, junto a otros recursos como los fosfatos o más recientemente las energías renovables, ha formado parte del conflicto del Sáhara Occidental desde sus inicios en 1975.

### Rusia
Rusia tiene un bloqueo internacional desde 2014 efectuado por varios Estados y organismos internacionales como la Unión Europea, Estados Unidos, Canadá, Reino Unido o Suiza debido a la anexión rusa de Crimea y a la invasión rusa de Ucrania. Es actualmente el país más sancionado del mundo, superando a Irán, aunque la mayoría de esas sanciones se dirigen a individuos, y sólo 2.090 de las 11.327 sanciones se dirigen a entidades, que generalmente son empresas o agencias gubernamentales. Pese a las sanciones impuestas tanto países de la Unión Europea como el Reino Unido o Estados Unidos siguen comprando petróleo a las compañías rusas, y se estima que durante el año posterior a la invasión, las empresas occidentales compraron 533 millones de barriles de petróleo ruso, incluyendo petróleo crudo por valor de 14.800 millones de dólares. 
Alrededor del 90% de las exportaciones del país de materias primas relacionadas con la energía se componen de aceites (productos derivados del petróleo) y están dirigidas principalmente hacia la UE y China. Las exportaciones de gas natural también se dirigen principalmente a la UE (49%) y China (22%).El petróleo y el gas natural son los principales contribuyentes a las rentas totales de generadas por la explotación de los recursos naturales, con un 70% y un 21%, respectivamente. En 2019, las rentas generadas por recursos mineros equivalieron al 3% del PIB, mientras que las rentas de productos madereros representaron el 2% del PIB.

### Sudán
Sudán tiene sanciones activas de las Naciones Unidas en cuanto a prohibiciones de viajar, congelación de activos y embargo de armas debido a la tercera guerra civil, iniciada en abril de 2023, aunque el conflicto se encuentra activo entre el Movimiento de Liberación del Pueblo de Sudán-Norte (SPLM-N) y otros beligerantes y el Gobierno de Sudán desde antes de la independencia de Sudán del Sur en 2011, particularmente en lo que respecta al control de yacimientos petrolíferos en zonas fronterizas y al movimiento transfronterizo. El SPLM-N es una extensión del movimiento que luchó contra el Gobierno sudanés antes de la independencia de Sudán del Sur.

### Sudán del Sur
Sudán del Sur cuenta con sanciones activas de las Naciones Unidas en cuanto a prohibiciones de viajar, congelación de activos y embargo de armas debido a la guerra civil , iniciada en diciembre de 2013, cuando una facción del Ejército de Liberación del Pueblo de Sudán (denominada como Movimiento de Liberación del Pueblo de Sudán en la Oposición) intentó efectuar un golpe de Estado. Además, durante y después del proceso de secesión, las tensiones con el norte siguieron siendo un problema, particularmente en relación con el control de los campos petrolíferos en las zonas fronterizas y el movimiento transfronterizo.
El comercio de petróleo representa según el FMI casi todas sus exportaciones y el 90% de los ingresos del gobierno. En cambio más del 80% de la población depende de la agricultura como principal medida de sustento, así como también de la ayuda humanitaria. El gobierno obtuvo aproximadamente 7.300 millones de dólares en ingresos por la venta de petróleo entre 2011 y 2014, y en cambio los niveles de pobreza aumentaron del 44,7% en 2011 al 57,2% en 2015, en un país donde el 98% de la red viaria permanece sin pavimentar.
Los pueblos originarios de las zonas dónde se encuentran los yacimientos de petróleo, como los núer o los dinka, han sido desplazados como resultado de las operaciones petroleras ya desde los inicios de las operaciones con empresas petrolíferas como Chevron en los años 70, y han sufrido violaciones sistemáticas de los derechos humanos como desplazamiento de la población, la manipulación étnica, los bombardeos aéreos contra civiles, la destrucción de propiedades o la degradación de su entorno.
El comercio de petróleo también ha afectado a otros sectores de la economía y ha ampliado el conflicto a otras áreas ya que la caída de las exportaciones de petróleo dejaron a mucha gente sin trabajo y ha aumentado el impacto de la exportación ilegal de madera a lo largo del conflicto, que se suma a la pérdida de bosques debido a los incendios y a la quema para la obtención de carbón elaborado por la población desplazada.

### Yemen
Yemen atraviesa una guerra civil iniciada en 2014 tras el golpe de Estado de 2014 contra el presidente Al-Hadi, y enfrenta la coalición de Estados árabes liderada por Arabia Saudí y los Emiratos Árabes contra las fuerzas hutíes. Diversas organizaciones humanitarias han denunciado violaciones y abusos de los derechos humanos y del derecho internacional humanitario, tanto por parte de las fuerzas gubernamentales respaldadas por Arabia Saudita como por parte de las fuerzas hutíes. En este contexto tres yacimientos activos de petróleo y gas se encuentran actualmente bajo la autoridad de la coalición árabe, ya que los Emiratos Árabes Unidos ha firmado acuerdos sobre territorios fuera de su jurisdicción, a la vez que fuerzas estadounidenses, británicas y francesas protegen las infraestructuras petrolíferas.